# Kayla Day
Kayla Day (ur. 28 września 1999 w Santa Barbara) – amerykańska tenisistka, mistrzyni juniorskiego US Open 2016 w grze pojedynczej dziewcząt i finalistka w grze podwójnej.

## Kariera tenisowa
W rozgrywkach zawodowych zadebiutowała w lutym 2014 roku, biorąc udział w turnieju rangi ITF w Rancho Santa Fe. Wystąpiła tam dzięki dzikiej karcie przyznanej przez organizatorów.
W 2016 roku wygrała juniorski US Open w grze pojedynczej dziewcząt oraz osiągnęła finał w grze podwójnej dziewcząt.

## Wygrane turnieje rangi ITF
| turnieje z pulą nagród 100 000 $   |
| turnieje z pulą nagród 75/80 000 $ |
| turnieje z pulą nagród 50/60 000 $ |
| turnieje z pulą nagród 25 000 $    |
| turnieje z pulą nagród 15 000 $    |
| turnieje z pulą nagród 10 000 $    |

### Gra pojedyncza
|    | Data       | Turniej        | ($)     | Naw.   | Finalistka        | Wynik         |
| 1. | 30/10/2016 | Macon          | 50 000  | twarda | Danielle Collins  | 6:1, 6:3      |
| 2. | 22/05/2022 | Naples         | 25 000  | ziemna | Ana Sofía Sánchez | 6:1, 6:1      |
| 3. | 09/10/2022 | Redding        | 25 000  | twarda | Jamie Loeb        | 6:3, 6:4      |
| 4. | 07/05/2023 | Bonita Springs | 100 000 | ziemna | Ann Li            | 6:2, 6:2      |
| 5. | 23/07/2023 | Granby         | 100 000 | twarda | Katherine Sebov   | 6:4, 2:6, 7:5 |

## Finały juniorskich turniejów wielkoszlemowych

### Gra pojedyncza (1)
| Końcowy wynik | Rok  | Turniej | Nawierzchnia | Przeciwniczka    | Wynik finału |
| Zwyciężczyni  | 2016 | US Open | Twarda       | Viktória Kužmová | 6:3, 6:2     |

### Gra podwójna (1)
| Końcowy wynik | Rok  | Turniej | Nawierzchnia | Partnerka         | Przeciwniczki           | Wynik finału    |
| Finalistka    | 2016 | US Open | Twarda       | Caroline Dolehide | Jada Hart Ena Shibahara | 6:4, 2:6, 11–13 |